# Geronimo (singel Sheppard)
Geronimo – pierwszy singel australijskiej grupy Sheppard zapowiadający ich debiutancki album pt. Bombs Away. Chociaż premiera singla odbyła się w okresie przedwiośnia 2014, promocja radiowa utworu w Polsce zaczęła się oficjalnie 4 sierpnia 2014. Piosenka jest pierwsza z kolei na płycie długogrającej. Zdobyła dużą popularność w wielu krajach.

## Notowania

### Świat[2]
- Australia: 1
- Austria: 2
- Belgia: 9
- Hiszpania: 33
- Holandia: 10
- Niemcy: 3
- Nowa Zelandia: 8
- Polska: 2 (AirPlay - ZPAV)[3]
- Szwajcaria: 15
- Szwecja: 8
- Włochy: 3

### Media polskie
- POPLista: 1[4]
- SLiP (Szczecin): 6[5]
- Lista Przebojów Radia PiK (Bydgoszcz): 15[6]